# Precis sinuata
Precis sinuata är en fjärilsart som beskrevs av Carl Plötz 1880. Precis sinuata ingår i släktet Precis och familjen praktfjärilar. Inga underarter finns listade i Catalogue of Life.